# رولز-رویس مارین اسپی
رولز-رویس مارین اسپی (به انگلیسی: Rolls-Royce Marine Spey) یک توربین گازی دریایی ساخت شرکت رولز-رویس هلدینگز در کشور بریتانیا است. 